# Marius Hurard
Pour les articles homonymes, voir Hurard.
Marius Hurard (14 octobre 1848 à Saint-Pierre - 8 mai 1902 à Saint-Pierre) est un avocat et homme politique martiniquais. Il est député de la Martinique de 1881 à 1893.

## Biographie
Marius Hurard, membre du Parti républicain, est une figure politique de la Martinique à la fin du XIXe siècle. Il est à la fois député de la première circonscription de 1881 à 1893,, et président du Conseil Général en 1880. À partir de 1848, date de l’abolition de l’esclavage, le parti républicain animé par la petite et moyenne bourgeoisie de couleur alliée à quelques républicains blancs, a la prépondérance dans les affaires politiques de la Martinique et plus particulièrement à Saint-Pierre. L’objectif du parti républicain consiste à transformer le statut de la Martinique de colonie en département français. En effet, les Martiniquais devaient jouir des mêmes droits et devoirs que les Français et être soumis aux mêmes lois. À cette époque l’idéologie politique dominante en Martinique est l’assimilation complète et totale à la France. En janvier 1878, Marius Hurard fonde Les Colonies, organe de presse au service des idées républicaines.

### Combat pour l’école laïque en Martinique
Marius Hurard et la plupart des républicains martiniquais de l’époque sont des partisans d’une société laïque, et militent aussi pour la création d’établissements de formation laïcs. La question de l’école laïque est en effet l'une des principales pommes de discorde entre républicains et conservateurs. Pour les républicains, l’instruction est un moyen de promotion sociale et d’émancipation. Elle devait être publique, laïque, accessible à tous et indépendante de toute religion. En revanche, pour les conservateurs de « l’aristocratie blanche », l’école devait être l’apanage des couches aisées et être placée sous une autorité cléricale
Jusqu’alors en Martinique, les écoles étaient tenues par des religieux, les frères de Ploërmel pour les garçons et par les Sœurs de Saint-Joseph de Cluny pour les filles. Mais Marius Hurard et les républicains, qui sont majoritaires au conseil général, votent des crédits pour que des écoles laïques soient ouvertes dans la plupart des communes de l’île et ce avant l'application de la loi Ferry sur l'école laïque, publique et obligatoire.
Ainsi, le 21 juillet 1881, le lycée de Saint-Pierre est inauguré. En 1884, un pensionnat colonial de jeunes filles ouvre ses portes à Saint-Pierre. Face aux réticences du pouvoir central [réf. nécessaire], Marius Hurard se rend à ses frais en métropole pour recruter des enseignants pour le nouveau lycée de Saint-Pierre. Malgré la résistance des conservateurs et d’une partie de la population, l’école laïque s’impose sur toute la Martinique. L’ouverture d’écoles laïques en Martinique est possible grâce à l’opiniâtreté de Marius Hurard et de quelques élus du conseil général de l’époque tels que Ernest Deproge, Clavius Marius, Eugène Agricole et Auguste Waddy.

### Marius Hurard et l’autonomie
En 1885, en pleine campagne des législatives, une scission intervient au sein du parti républicain entre ses deux grandes figures, le député Ernest Deproge et Marius Hurard. La raison de la rupture porte sur une question importante : fallait-il poursuivre ou non la politique d’assimilation complète de la Martinique à la France ? Ernest Deproge et ses partisans sont favorables. En revanche, le clan de Marius Hurard est contre. Chaque tendance créa son journal L’Indépendant de Marius Hurard et La Petite France, favorable à Ernest Deproge.
La position d’Hurard suscite l’intérêt du clan Béké qui voit là l’occasion rêvée de refaire surface sur le plan politique depuis son éviction en 1848. Marius Hurard, ses partisans et un groupe de Békés républicains créent un nouveau parti politique, le Parti Républicain Progressiste  ou Parti nouveau. Alors que l’idéologie politique dominante à la fin du XIXe siècle est l’assimilation complète, ce nouveau parti prône l’autonomie pour défendre les intérêts économiques de l'oligarchie Béké en Martinique. Pour Marius Hurard et ses partisans, l’assimilation complète entraînerait l’application des lois sociales métropolitaines en Martinique. Ce qui entraînerait un surcoût financier pour les usines et les plantations. Ils sont également hostiles au fait que l’assimilation complète réduirait les pouvoirs du Conseil Général, qu'ils contrôlent. En conséquence, elle renforcerait la centralisation des pouvoirs et les tutelles ministérielles à Paris. Pour certains historiens, la conception que Marius Hurard a de l’autonomie est très différente de celle d’Aimé Césaire lorsqu’il crée en 1958 le Parti progressiste martiniquais. Chez Marius Hurard, l’autonomie est un instrument qui permet de préserver les intérêts économiques et politiques de la ploutocratie Béké et de la bourgeoisie mulâtre de l’époque et non un moyen permettant l’émancipation du peuple martiniquais. Contrairement à Césaire, l'affirmation de l'identité martiniquaise est quasiment inexistante dans les discours et écrits de Marius Hurard, à l'époque. C’est la grande différence entre l’autonomie revendiquée par Marius Hurard à la fin du XIXe siècle et celle revendiquée par Aimé Césaire. (Je crois que nous Martiniquais nous avons une personnalité, une personnalité qui n'est pas absolument une personnalité française, qui n'est pas non plus la personnalité africaine, une personnalité qui est une personnalité propre, une personnalité martiniquaise et je crois que cette personnalité, il nous faut la préserver, il nous faut la cultiver, il nous faut la développer… déclarait Aimé Césaire .

### La déchéance politique
Marius Hurard, parallèlement à son métier d'avocat, est aussi négociant. Versé dans le commerce il devient l'un des négociants les plus aisés de Saint-Pierre [réf. nécessaire] . Son origine modeste lui vaut une grande popularité dans sa ville. Il donne sa démission de député le 25 avril 1893.
Mais en 1895, Marius Hurard, à la suite d’une faillite commerciale, est condamné à de la prison et son recours en grâce est rejeté [réf. nécessaire].
Ses amis lancent en vain une pétition pour éviter son emprisonnement [réf. nécessaire].
Celui à qui tout semblait réussir, sa carrière politique, ses activités professionnelles connait la déchéance. En 1896, c'est la déroute électorale pour les hurardistes qui obtiennent seulement 10 sièges sur 36 au conseil général. Aux municipales, ils perdent les deux principales villes de l'île, Saint-Pierre et Fort-de-France.
Après s’être retiré de la vie politique, Marius Hurard meurt le 8 mai 1902 à 54 ans lors de l’éruption de la montagne Pelée à Saint-Pierre.
Depuis 2008, l'école élémentaire de la Pointe des Nègres (ex IUFM) à Fort-de-France est nommée du nom de Marius Hurard en hommage à son activité politique.

## Sources
- Marius Hurard, Les Noirs et les Blancs à la Martinique : questions coloniales, Paris : Imprimerie Raoul Bonnet et Compagnie, 1882
- Armand Nicolas, Histoire de la Martinique. Tome 2, De 1848 à 1939
- Albanie Burand, La vie politique à Saint-Pierre de la Martinique de 1848 à 1902